# Jeanne de Béthune
Jeanne de Béthune (vers 1397 - fin 1450), est une aristocrate française, vicomtesse de Meaux, ayant hérité du titre à la mort de son père, Robert VIII de Béthune, en 1408. Jeanne s'est mariée deux fois : d'abord à Robert de Marle, puis à Jean II de Luxembourg-Ligny qui retint Jeanne d'Arc prisonnière après sa capture par les Bourguignons en mai 1430. Jeanne de Béthune est l'une des trois femmes qui se sont occupées de Jeanne pendant son emprisonnement.

## Famille
Jeanne est née vers 1397, la fille aînée de Robert VIII de Béthune, vicomte de Meaux, et de sa troisième épouse Isabelle de Ghistelles. Elle a une sœur cadette, Jacqueline de Béthune, qui épouse Raoul d'Ailly, avec qui elle a une fille. Ses grands-parents paternels sont Jean de Béthune, seigneur de Locres, et Jeanne de Coucy, tandis que ses grands-parents maternels sont Jean de Ghistelles et Marguerite de Reingleset.
Après avoir mené avec succès une campagne contre les Anglais en tant que lieutenant-gouverneur de Guyenne, son père meurt en février 1408. N'ayant pas d'héritiers mâles, Jeanne, étant sa fille aînée, lui succède au titre de vicomtesse de Meaux. Elle a environ onze ans.

## Mariages et descendance
Le 16 février 1409, Jeanne épouse Robert de Marle, fils d'Henri de Marle et de Marie Ire de Coucy. Les rois Jean II de France et Édouard III d'Angleterre sont deux de ses arrière-grands-pères. En août 1413, il devient comte de Marle et de Soissons, et seigneur d'Oisy, titres qu'il hérite de sa mère.
Ensemble, Robert et Jeanne ont une fille : 
- Jeanne de Marle, comtesse de Marle et Soissons, dame d'Oisy, vicomtesse de Meaux (1415-14 mai 1462), épouse Louis de Luxembourg-Saint-Pol, comte de Saint-Pol, de Brienne, de Ligny et de Conversano, avec qui elle a sept enfants.

Robert est l'un des nombreux nobles français tués à la bataille d'Azincourt le 25 octobre 1415, laissant Jeanne veuve à dix-huit ans avec une petite fille qui, en tant qu'unique héritière, succède à son père.
Jeanne épouse en secondes noces le 23 novembre 1418, Jean II de Luxembourg, comte de Ligny. Le mariage, cependant, n'a produit aucun enfant.

## Jeanne d'Arc
Son deuxième mari, qui était un allié des Anglais pendant la dernière phase de la guerre de Cent Ans, garda Jeanne d'Arc prisonnière après sa capture par les Bourguignons en mai 1430. Elle était détenue dans son château de Beaurevoir, près de Saint-Quentin. Jeanne de Béthune était l'une des trois femmes sous la garde desquelles Jeanne d'Arc était placée. Les deux autres dames étaient sa fille, Jeanne de Marle, et Jeanne de Luxembourg-Saint-Pol, la tante de son mari. Les trois dames ont fait tout ce qu'elles pouvaient pour réconforter la jeune fille, et elles ont également essayé de la persuader, en vain, de se débarrasser de ses vêtements masculins et d'adopter une tenue féminine. Les dames ont gagné la gratitude de la pucelle d'Orléans pour leur gentillesse à son égard.
Sous la pression de l'Angleterre et de la Bourgogne, Jean de Luxembourg livre Jeanne d'Arc aux Anglais pour 10 000 livres, malgré les protestations des trois femmes. Elle est jugée par un tribunal ecclésiastique et brûlée sur le bûcher de Rouen le 30 mai 1431.

## Mort et postérité
Le 18 septembre 1430, la tante de Jean, Jeanne de Luxembourg-Saint-Pol, meurt. en lui laissant le comté de Ligny.
Jeanne marie cinq ans plus tard, le 16 juillet 1435, sa fille unique à Louis de Luxembourg, comte de Saint-Pol, qui est le neveu de Jean et son héritier désigné. Il avait été élevé auprès de son oncle au château de Beaurevoir, le jeune couple se connaissait donc bien. Le mariage a produit sept enfants.
Veuve une seconde fois en 1441 à l'âge de quarante-quatre ans, il fut proposé à Jeanne d'épouser Jean d'Orléans, comte d'Angoulême, otage en Angleterre de 1412 à 1444. De retour en France après trente-trois ans de captivité, il préféra épouser Marguerite de Rohan, avec qui il eut trois enfants.
Jeanne de Béthune meurt à la fin de l'année 1450, près de dix ans après son second mari. Sa fille Jeanne lui succède comme vicomtesse de Meaux.
Dans le film de Jacques Rivette Jeanne la Pucelle, Jeanne de Béthune est interprétée par Édith Scob.